# Ostsibirische See
Koordinaten: 90° 0′ 0″ N
Die Ostsibirische See (russisch Восточно-Сибирское море) ist ein nördlich von Asien liegendes, seichtes Randmeer des Arktischen Ozeans.

## Geographie
Begrenzt wird das Meer im Westen von den Neusibirischen Inseln, die zur Laptewsee überleiten, und im Osten von der Wrangelinsel, an die sich die Tschuktschensee anschließt. Im Süden grenzt es an Ostsibirien mit dem Ostsibirischen Tiefland im östlichen und dem Ostsibirischen Bergland im westlichen Teil der Küste. Im Norden endet das Meer am Rand des Kontinentalschelfs. Mit der Laptewsee ist die Ostsibirische See über die Laptew-, die Eterikan- und die Sannikow-Straße, mit der Tschuktschensee über die Longstraße verbunden.
Die Fläche der Ostsibirischen See variiert in der Literatur zwischen 900.000 und 940.000 km². Für ihre durchschnittliche Tiefe werden Werte zwischen 45 und 58 Metern angegeben, wobei die größte gemessene Tiefe 155 Meter beträgt. Besonders seicht sind die küstennahen Bereiche, die im westlichen und zentralen Teil des Meeres Tiefen von lediglich 10 bis 20 m, im östlichen Teil von 30 bis 40 m aufweisen.
In die Ostsibirische See münden einige der großen sibirischen Ströme. Die Indigirka und die Kolyma besitzen ausgeprägte Mündungsdeltas. Zudem fließen die Wassermassen der Ströme Sundrun und Alaseja in das Meer. Der Süßwasserzufluss ist insgesamt aber geringer als in der Karasee und der Laptewsee. Inseln besitzt die Ostsibirische See nur an ihren Rändern: die das Meer begrenzenden Neusibirischen Inseln und die Wrangelinsel sowie die dem Festland vorgelagerten Bäreninseln, Routan-Inseln und die Insel Aion.
Die Küsten der Ostsibirischen See sind wegen des herrschenden rauen Klimas nur dünn besiedelt. Der bedeutendste Hafen ist Pewek am Ostrand der Tschaunbucht.

## Klima
Das Klima der Ostsibirischen See wird von kontinentalen Luftmassen des asiatischen Festlands und polaren Luftmassen aus dem arktischen Norden bestimmt. Die mittlere Temperatur beträgt im Winter −37 bis −15 °C, im Sommer −12 bis 7 °C. Als Folge dieser extremen Temperaturen ist das Meer von Mitte Oktober bis Ende Juni zugefroren. Im Frühjahr hat das Festeis an der Küste eine Ausdehnung von bis zu 500 km und ist bis zu zwei Meter dick. Es kann ein Volumen von 320 km³ besitzen. Selbst im Sommer weisen 50 % der Meeresfläche eine teilweise Eisbedeckung auf. Im nordöstlichen Teil findet man mehrjähriges Eis aus dem zentralen Teil der Arktis.
Sollte die Globale Erwärmung dazu führen, dass sich das Wasser der flachen Schelfmeere so stark erwärmt, dass der Permafrost an ihrem Grund beginnt zu tauen, würden größere Mengen des als Hydrat gespeicherten Methans freigesetzt werden und die globale Erwärmung weiter verstärken. Die wirtschaftlichen Folgekosten werden allein für die Ostsibirische See, an deren Grund  geschätzte 50 Gigatonnen Methan lagern, auf weltweit 60 Billionen US-Dollar geschätzt.

## Entdeckungsgeschichte
Die Ostsibirische See, deren Küsten von indigenen Völkern wie den Jukagiren und den Tschuktschen bewohnt sind, wurde Europäern erst 1647 bekannt. Der Kosak Semjon Deschnjow und der russische Händler  Fedot Popow erreichten die Mündung der Kolyma und fuhren mit vier Kotschen, einmastigen Booten, an der Küste nach Osten, mussten aber bald umkehren. 1648 wiederholten sie den Versuch mit sechs Booten und umschifften die Tschuktschenhalbinsel. Bis in die 1680er Jahre fuhren nun jährlich Konvois von Jakutsk über die Lena in die Laptewsee und weiter zu den Handelsniederlassungen an der Jana, der Indigirka und der Kolyma. Dann hatte die Population des Zobels so stark abgenommen, dass die Pelztierjäger in andere Gebiete auswichen und die Schifffahrtsroute durch die Laptewsee und die Ostsibirische See in Vergessenheit geriet.
Im Zuge der von Vitus Bering geleiteten Großen Nordischen Expedition fiel Dmitri Laptew die Aufgabe zu, die Küste Sibiriens von der Lenamündung bis zur Mündung des Anadyr zu kartieren. Er konnte 1739 bis zur Mündung der Indigirka vordringen, wo er überwintern musste. 1740 gelang es Laptew, bis zur Mündung der Kolyma zu segeln. Alle Bemühungen, im Folgejahr weiter nach Osten zu fahren, waren jedoch vergebens. Erst 1762 kartierte der Kaufmann Nikita Schalaurow (?–1864) den Küstenabschnitt von der Kolymamündung bis zur Tschaunbucht.
Nach zwei Fahrten zu den Bäreninseln in den Jahren 1763 und 1764 berichtete der Geodät Stepan Andrejew davon, östlich in der Ferne eine große Insel gesichtet zu haben. Nach diesem Andrejewland suchten zahlreiche Expeditionen bis ins 20. Jahrhundert. Schon 1869 führte der ortskundige Nikolai Daurkin die Landvermesser I. Leontjew, I. Lyssow und A. Puschkarjow zu den Bäreninseln. Bis 1871 wurde eine genauere Karte der Inselgruppe erstellt und auf einer ausgedehnten Fahrt über das Eis vergeblich nach weiterem Land gesucht.
Die Billings-Sarytschew-Expedition 1785–1794 brachte für die Geographie des Ostsibirischen Meeres keine neuen Erkenntnisse. Joseph Billings segelte seine Schiffe Pallas und Jassaschna 1787 von der Kolymamündung nach Osten bis zum Kap Bolschoi Baranow und fand den weiteren Weg vom Eis versperrt.
Nachdem er die Insel Neusibirien kartiert, hatte unternahm Mathias von Hedenström 1810 auf der Suche nach Land zwei ausgedehnte Reisen über das Eis der Ostsibirischen See. Er fuhr von der Ostküste Neusibiriens etwa 80 km mit dem Hundeschlitten nach Osten, bis er auf eine Polynya stieß und südlich zur Kolyma abbiegen musste. Anschließend fuhr er vom Kap Bolschoi Baranow 240 km nach Norden und dann nach Osten, woraufhin er am Kap Schelagski wieder das Festland erreichte.
1820 bis 1824 gelang es Ferdinand von Wrangel, die Festlandsküste der Ostsibirischen See vollständig zu kartieren. Auf der Suche nach Andrejew-Land unternahm er mehrere Schlittenreisen über das Meereis nach Norden. Die heute nach ihm benannte Insel entdeckte er jedoch nicht. An ihrer Position verzeichnet seine Karte „Berge, bei heiterem Sommerwetter vom Kap Jakan sichtbar“. Mit der Sichtung der Wrangelinsel durch Henry Kellett 1849 und Thomas Long 1867 sowie der ersten Anlandung durch Calvin Hooper 1881 waren die geographischen Entdeckungen im Bereich der Ostsibirischen See abgeschlossen.
Hydrographische, bathymetrische und meteorologische Untersuchungen wurden von den Expeditionen Adolf Erik Nordenskiölds mit der Vega 1878/79 und George W. DeLongs mit der Jeannette 1879–1882 angestellt, in breitem Umfang aber erst von der Hydrographischen Expedition des Nördlichen Eismeers mit den Eisbrechern Taimyr und Waigatsch in den Jahren 1910–1915 und ab 1934 von verschiedenen sowjetischen Expeditionen, die der Etablierung eines nördlichen Seewegs dienten.